# Toine Poppelaars
A.J.G. (Toine) Poppelaars (1959) is een Nederlands politicus voor het Christen-Democratisch Appèl.
Vanaf februari 2010 is Poppelaars werkzaam als dijkgraaf van het Zeeuwse waterschap Scheldestromen. Hij als voorzitter van het waterschap belast met handhaving, personeel en organisatie, watersystemen (beleid), communicatie en algemeen-bestuurlijke zaken. Tevens is Poppelaars namens het waterschap lid van de ledenraad van de Unie van Waterschappen en aandeelhouder bij SNB (slibverwerking) en de Waterschapsbank. 
Van 1999 tot 2010 was hij lid van de Gedeputeerde Staten van de provincie Zeeland. Hij was daar onder meer belast met de beleidsterreinen financiën, landbouw, visserij, aquacultuur en infrastructuur. 